# 윤정희 (성우)
윤정희(2월 5일 ~ )는 대한민국의 성우이다. 1990년 가톨릭평화방송 성우극회 성우로 입사하였다.

## 주요 출연작품
등록 된 자료가 없습니다.